# M35 (Mashreq)
De M35 is een primaire noord-zuidroute in het Internationaal wegennetwerk van de Arabische Mashreq, die door het midden van het Arabische Schiereiland loopt. De weg begint in Amman en loopt daarna via Al Azraq, Sakakah, Hail, Buraidah en Riyad naar Al-Kharj. Daarbij voert de weg door twee landen, namelijk Jordanië en Saoedi-Arabië.
De M35 is tussen Amman en Al Azraq ook onderdeel van de M40.

## Nationale wegnummers
De M35 loopt over de volgende nationale wegnummers, van noord naar zuid:
| Nummer        | Tracé                  |
| Jordanië      | Jordanië               |
| ------------- | ---------------------- |
| 30            | Aleppo - Saoedi-Arabië |
| Saoedi-Arabië |                        |
| 65            | Jordanië - Al-Kharj    |

M5 · 
M7 · 
M9 · 
M10 · 
M15 · 
M20 · 
M25 · 
M30 · 
M35 · 
M40 · 
M45 · 
M47 · 
M50 · 
M51 · 
M55 · 
M60 · 
M65 · 
M67 · 
M70 · 
M75 · 
M80 · 
M90 · 
M100